# Studio clinico
La locuzione studio clinico (o trial clinico, dall'inglese) viene utilizzata in diversi contesti e talvolta con diversi significati.
Generalmente nell'accezione più generale si intende uno studio epidemiologico con cui si cerca di aumentare la conoscenza sulla incidenza, eziologia, diagnosi e terapia di uno stato morboso o del suo opposto ovvero lo stato di salute; due casi tipici sono quando si cerca di dimostrare un'associazione statistica fra una malattia e un ipotizzato agente causale, oppure un'associazione tra una terapia per una malattia e un beneficio.
Nell'accezione più tradizionale uno studio clinico è un tipo di ricerca condotto per raccogliere dati sulla sicurezza e sull'efficacia di nuovi farmaci o di nuovi dispositivi.
Questi trial possono essere condotti solo dopo che siano state raccolte sufficienti informazioni sulle caratteristiche del prodotto e sulla sua sicurezza preclinica, e un comitato etico garantisca per lo staff medico che seguirà ed effettuerà lo studio.
Molti trial clinici sono piccoli. Essi possono essere sponsorizzati da singoli medici o da piccoli gruppi di medici e sono progettati per studiare semplici questioni.
Nel campo delle malattie rare, a volte il numero dei pazienti potrebbe essere il fattore limitante per i trial clinici.
In epidemiologia, gli studi osservazionali, così come gli studi di coorte e gli studi caso-controllo, forniscono prove meno impressionanti degli studi controllati randomizzati. Negli studi osservazionali, i ricercatori osservano solo la correlazione tra il trattamento sperimentato dai partecipanti e il loro stato di salute o di malattia. Uno studio controllato randomizzato è il metodo più efficace per dimostrare che un determinato trattamento causi gli effetti attesi sulla salute umana.
I trial clinici più comunemente eseguiti valutano nuovi farmaci, presidi, terapie biologiche, terapie psicologiche, o altri tipi di interventi. Possono richiedere che l'autorità nazionale regolatrice approvi l'immissione sul mercato dei farmaci o dei presidi, o di un nuovo dosaggio di un farmaco, prima dell'uso sui pazienti. Vengono qui riportati alcuni esempi di progetti di trial clinico:
- accertamenti sulla sicurezza e l'efficacia di nuovi medicamenti o presidi, su uno specifico tipo di paziente (ad esempio pazienti cui è stata fatta diagnosi di malattia di Alzheimer)
- accertamenti sulla sicurezza ed efficacia di differenti dosi di un farmaco già utilizzato comunemente (ad esempio dosi di 10 mg anziché dosi di 5 mg)
- accertamenti sulla sicurezza e l'efficacia di farmaci o presidi per nuove indicazioni, ovvero malattie per le quali il farmaco non sia ancora stato specificatamente approvato.
- accertamenti per valutare se i nuovi medicamenti o presidi siano più efficaci per la condizione del paziente, rispetto a farmaci/presidi già utilizzati da tempo e considerati come il rimedio o il presidio standard.
- comparare l'efficacia su pazienti con una determinata malattia, di uno o più interventi per quella stessa malattia, che siano già approvati, oppure di pratica comune (ad esempio, presidio A contro presidio B, oppure terapia A contro terapia B).

## Storia
I trial clinici furono introdotti per la prima volta da Avicenna nel Canone della medicina nel 1025. Egli espose le regole per l'uso sperimentale e per i test con farmaci, scrivendo una guida precisa per la sperimentazione sia nel processo della scoperta sia in quello della prova riguardo all'efficacia di farmaci e sostanze chimiche. Avicenna espose le seguenti regole e principii per testare l'efficacia di nuovi farmaci, che ancora formano la base dei trial clinici moderni:
1. Il farmaco deve essere privo di qualsiasi componente estranea.
2. Esso deve essere utilizzato su una malattia semplice, non composita.
3. Il farmaco deve essere testato con tipi contrari di malattia, perché alcune volte un farmaco cura una malattia per le sue qualità essenziali e un'altra per le sue qualità accidentali.
4. La qualità del farmaco deve corrispondere alla forza della malattia. Per esempio esistono farmaci, il cui calore è minore che la freddezza di alcune malattie, cosicché essi potrebbero non avere effetti su tali malattie.
5. Il tempo di azione deve essere ben osservato, cosicché l'essenziale e l'accidentale non siano confusi.
6. L'effetto di un farmaco deve essere visto accadere costantemente o, in molti casi, se ciò non avviene, deve essere considerato un effetto accidentale.
7. L'esperimento deve essere fatto su un corpo umano: testare un farmaco su un leone o su un cavallo potrebbe non dimostrare niente circa il suo effetto sull'uomo.

Uno dei più famosi trial clinici fu la dimostrazione di James Lind del 1747 per cui l'acido ascorbico cura lo scorbuto. Egli comparò gli effetti di varie sostanze acide differenti varianti dall'aceto al sidro, in un gruppo di marinai malati, e trovò che i membri del gruppo al quale venivano somministrati arance e limoni riportavano un'evidente guarigione dallo scorbuto in sei giorni.
Frederick Akbar Mahomed, che lavorò al Guy's Hospital a Londra, diede contributi fondamentali allo sviluppo dei trial clinici durante i suoi dettagliati studi; distinse la nefrite cronica con ipertensione secondaria dalla cosiddetta ipertensione essenziale. Egli fondò anche la The Collective Investigation Record for the British Medical Association; questa organizzazione raccolse dati forniti da medici che praticavano al di fuori dell'ambiente ospedaliero e fu il precursore dei moderni trial collaborativi.
Agli inizi degli anni '80, era considerata fattibile l'armonizzazione dei protocolli clinici tra gli stati dell'Unione europea. Allo stesso tempo la coordinazione tra Europa, Giappone e USA portò a un'iniziativa di regolazione dell'industria per l'armonizzazione internazionale chiamata dopo gli anni '90 Conferenza internazionale per l'armonizzazione dei requisiti tecnici per la registrazione dei farmaci ad uso umano. Attualmente la maggior parte dei trial clinici seguono appunto le linee guida ICH, "volte ad assicurare che medicine di buona qualità, sicurezza ed efficacia siano sviluppate e registrate nel modo più efficiente con miglior rapporto costo-efficacia. Queste qualità sono ricercate nell'interesse del consumatore e della salute pubblica, per prevenire la duplicazione non necessaria degli studi clinici negli umani e per minimizzare l'uso del test su animali senza compromettere i doveri di regolamentazione sulla sicurezza ed efficacia."

## Classificazioni

### Classificazione metodologica
Gli studi clinici possono essere classificati in base alla metodologia sperimentale utilizzata in:
- Studi osservazionali:
  - Analitici o eziologici: servono ad analizzare associazioni tra fattori di rischio (determinanti) o fattori protettivi e la patologia in studio. Si suddividono in:
    - Studi longitudinali: Studi di coorte divisi in prospettici e retrospettivi (studi a coorte storica); Studi caso-controllo (solo retrospettivi), includono gli studi caso-controllo nidificati
    - Studi trasversali (studi di prevalenza)

  - Studi di correlazione geografica o temporale
  - Descrittivi
    - Serie di casi: descrizione di uno o più casi di una determinata malattia, effettuata in particolare per le sue peculiarità o per la novità
    - Studi ecologici: descrizione delle caratteristiche di tutta la popolazione rispetto a una determinata qualità o malattia, a partire dai registri di popolazione esistenti
    - Distribuzione spaziale
    - Andamento temporale
- Studi sperimentali: studi di intervento che valutano gli effetti di un nuovo trattamento su un gruppo di soggetti o in una comunità
  - Trial sul campo
  - Trial di interventi di comunità
  - Trial controllati randomizzati: sperimentazioni cliniche eventualmente in doppio cieco, con placebo e/o a dose variabile.
- studio monocentrico/multicentrico, nazionale, internazionale.
- studio prospettico e/o retrospettivo.

### Classificazione temporale
- Studio longitudinale: è uno studio che si realizza con dati ottenuti nel susseguirsi del tempo e può essere retrospettivo o prospettico
  - Studio longitudinale retrospettivo: è uno studio longitudinale effettuato con dati del passato.
  - Studio longitudinale prospettico: è uno studio longitudinale all'inizio del quale si raccolgono i dati riferiti al momento corrente, per poi seguirne l'evoluzione nel tempo.
- Studio trasversale: è uno studio che si realizza con dati ottenuti in un momento preciso (letteralmente si "taglia trasversalmente").

### Classificazione a seconda del gruppo studiato
- L'unità studiata è la popolazione: studio ecologico o di correlazione.
- Le unità dello studio sono gli individui: comunicazione di un caso (case report), studio di serie di casi, studio trasversale, studio longitudinale.

### Classificazione a seconda dello scopo
Il National Institutes of Health suddivide i trial in 6 tipi differenti:
- Trial preventivi: hanno lo scopo di individuare il miglior modo per prevenire la malattia in persone che non hanno mai avuto questa malattia (prevenzione primaria). Questo approccio può includere farmaci, vaccini, vitamine, minerali o cambiamenti dello stile di vita.
- Trial di screening: studiano le metodiche di prevenzione secondaria (diagnosi precoce di una malattia in soggetti a rischio che non manifestano sintomi).
- Trial diagnostici: condotti per trovare migliori test o procedure per diagnosticare una particolare malattia o condizione.
- Trial terapeutici: testano trattamenti sperimentali, nuove combinazioni di farmaci e nuovi approcci di terapia chirurgica o radiante.
- Trial sulla qualità della vita (o Supportive Care Trials): esplorano il modo di migliorare il comfort e la qualità della vita per individui affetti da una malattia cronica.
- Trial a uso compassionevole: forniscono terapie sperimentali, prima che abbiano raggiunto l'approvazione finale dell'FDA. Sono diretti a pazienti per i quali altre terapie sono risultate fallimentari. Normalmente deve essere concessa l'approvazione dell'FDA, caso per caso. In Italia l'uso compassionevole è regolamentato da un decreto ministeriale.[10][11]

## Gli studi osservazionali
Uno studio osservazionale tende a dimostrare i possibili effetti di vari fattori di rischio o protettivi, su un gruppo di persone, osservando gli eventi che si verificano senza alcun intervento da parte dello sperimentatore.
Ciò è in contrasto con gli studi sperimentali, nei quali lo sperimentatore introduce nello studio un nuovo fattore, ad esempio un farmaco, per studiarne l'effetto sulla popolazione osservata. In uno studio osservazionale i ricercatori osservano i soggetti ed effettuano misurazioni, e non intervengono attivamente nell'esperimento. Un esempio potrebbe essere il Nurses' Health Study.
Uno studio osservazionale longitudinale è uno studio di ricerca osservazionale che effettua ripetute osservazioni dello stesso oggetto in un lungo periodo di tempo, solitamente decenni. In medicina è usato per scoprire fattori di rischio per particolari malattie. Fra gli studi osservazionali longitudinali si distinguono studi di coorte e studi caso-controllo.

### Studio di coorte
Uno studio di coorte, o cohort study o panel study, studia una coorte, ovvero un gruppo che sperimenta un dato evento, in un periodo di tempo selezionato, e lo studia a intervalli di tempo. Permette quindi di rilevare i possibili fattori di rischio di una popolazione, e il suo follow-up. Esso consiste nel confronto della diversa incidenza di un determinato fenomeno, ad esempio una malattia professionale, fra il gruppo esposto al fattore di rischio, e il gruppo non esposto.
È considerato uno dei metodi osservazionali più utili e idonei, assieme a quelli "caso-controllo", per indagare un rapporto causa/effetto.
Una coorte è un gruppo di persone che mostrano una caratteristica comune oppure simile esperienza in un determinato periodo di tempo, ad esempio anno di nascita, interruzione della scuola, perdita del lavoro, essere esposti a un farmaco o vaccino...
Il gruppo di comparazione potrebbe essere la popolazione generale dal quale il gruppo di coorte è "ritagliato", oppure potrebbe essere un'altra coorte di persone che abbiano solo una piccola o nessuna esposizione alla sostanza in studio. Quindi una popolazione a rischio per la patologia, o evento, è seguita nel tempo per osservare l'eventuale insorgenza della patologia, o evento.
Per ogni paziente è nota l'informazione sullo stato di esposizione in tutto il periodo di follow up. Un paziente potrebbe essere stato esposto a un farmaco in un determinato momento durante il follow up, ma non in un altro istante di tempo. Dal momento che è nota l'esposizione della popolazione durante il follow up, è possibile calcolare il tasso d'incidenza. In molti studi di coorte che coinvolgono l'esposizione al farmaco, coorti d'interesse a confronto sono selezionate sulla base dell'uso del farmaco e seguite nel tempo.
Gli studi di coorte sono utili quando c'è la necessità di conoscere il tasso d'incidenza di eventi avversi o incidenza di malattia (I.M).

In pratica si procede così: {\displaystyle {I.\;M.}=\left({\frac {nuovi\;casi\;malattia\;in\;popolazione\;esposta}{nuovi\;casi\;malattia\;in\;popolaz.\;esposta+popolaz.\;a\;rischio\;nel\;periodo}}\right)}
Comunque, può essere difficile reclutare un numero sufficiente di pazienti che sono stati esposti a un farmaco d'interesse, come un farmaco orfano, o studiare degli eventi molto rari. Come negli studi caso controllo, negli studi di coorte l'identificazione dei pazienti può provenire da grossi database automatizzati o dai dati raccolti manualmente e specificatamente per lo studio. Inoltre, gli studi di coorte possono essere usati per esaminare i problemi della sicurezza in popolazioni speciali come gli anziani, i bambini, pazienti con condizioni co-morbose, donne incinte, attraverso un sopra campionamento di questi pazienti o stratificando la coorte se esiste un numero sufficiente di pazienti.

Rappresenta lo studio analitico più potente per valutare i fattori di rischio.
Lo studio di coorte ha lo svantaggio di essere di lunga durata, difficile, costoso. Non è adatto per le malattie rare.

#### Studio di coorte prospettico
Si effettua seguendo nel tempo una popolazione selezionata (coorte), per osservare l'incidenza di un particolare evento. Il più famoso studio per coorte prospettico è il Framingham study.

#### Studio di coorte retrospettivo
Sono studi condotti sulla base di documentazione raccolta in passato e, quindi, già esistente prima della decisione di iniziare lo studio; si tratta quindi di una ricerca d'archivio. In pratica si tratta di osservazioni su persone delle quali è a conoscenza l'esposizione nel passato, seguite per un certo tempo osservando il numero di eventi.

### Studio caso-controllo
Uno studio caso-controllo è utilizzato per identificare i fattori che possono contribuire a una condizione medica. Si confronta un gruppo di soggetti con una certa malattia con un gruppo simile ma privo della malattia e si valuta se ci sono state esposizioni o fattori di rischio.
Si risale quindi dall'esito, ovvero la malattia, all'esposizione, valutando se c'è una differente incidenza di una determinata caratteristica, eziologia, fra casi e controlli.
Questi studi sono relativamente poco costosi e usati frequentemente per studi epidemiologici, anche in virtù della possibilità di essere svolti da un solo o pochi ricercatori. Si tratta di studi retrospettivi, in quanto l'esposizione non può non precedere l'esito.
Riguardano più l'eziologia che gli esiti.
Questo tipo di studio può correlare solo l'associazione, ma non la causalità.
Mancano quasi sempre dati obiettivi sull'esposizione dal momento che è riferita a eventi del passato.
Tra i limiti è necessario ricordare le molte distorsioni possibili: nella scelta dei casi, nella scelta dei controlli, mancanza frequente di dati obiettivi sulla esposizione, atteggiamenti diversi degli osservatori nell'interpretazione dei dati.
Il più grande trionfo di questo tipo di studi è stata la dimostrazione del legame tra tabacco e tumore al polmone, da parte di Sir Richard Doll e altri dopo di lui. Doll fu in grado di mostrare un'associazione statisticamente significativa tra i due in un grande studio caso-controllo. Gli oppositori, normalmente sostenuti dall'industria del tabacco, sostennero giustamente che questo tipo di studio non potesse sostenere il rapporto di causa effetto, ma che solo l'eventuale risultato di uno studio di coorte avrebbe potuto confermare questo rapporto. Attualmente è ormai accettato che il fumo di tabacco sia la causa di circa l'87% di tutta la mortalità negli USA per tumore ai polmoni.
Gli studi caso controllo sono particolarmente utili quando il fine è indagare se vi è un'associazione tra un farmaco e uno specifico evento avverso raro, come pure i fattori di rischio per gli eventi avversi. I fattori di rischio possono includere condizioni quali disfunzione renale ed epatica, questi possono modificare la relazione tra l'esposizione al farmaco e l'evento avverso. In condizioni specifiche uno studio caso-controllo può fornire il tasso d'incidenza assoluto dell'evento. Se vengono individuati tutti i casi di interesse (o una frazione ben definita di essi) nell'area di raccolta ed è nota la frazione dei controlli proveniente dalla popolazione d'origine, si può calcolare un tasso d'incidenza.
|             | casi malati | controlli non malati |
| ----------- | ----------- | -------------------- |
| esposti     | a           | b                    |
| non esposti | c           | d                    |
| totali      | a + c       | b + d                |

Un tipo particolare di case-control è il nested case-control study o studio caso-controllo nidificato, che è un misto del case-control e dello studio di coorte. Offre un'importante riduzione nel costo e nella fatica di raccolta dei dati e di analisi rispetto all'approccio full cohort, con una relativa minore perdita in efficienza statistica.
Rispetto agli studi caso-controllo il NCC riduce il recall bias e l'ambiguità temporale.
Lo svantaggio di studi caso-controllo nidificato è che le persone non affette da malattia, individuate da quelle selezionate nei controlli, non possono essere pienamente rappresentative della coorte originale, in caso di morte o di incapacità nel follow-up dei casi.

### Studio osservazionale trasversale ocross sectional
Uno studio osservazionale trasversale o cross-sectional (o di prevalenza) si basa sull'osservazione di un fenomeno o di un evento clinico in un determinato periodo di tempo. Viene usato per studiare la prevalenza istantanea di una malattia oppure per misurare l'associazione tra il fattore di rischio di malattia/condizione e la malattia/condizione.
I risultati, ovvero la prevalenza di una malattia (P.di M.), possono quindi variare tra 0 e 1 (oppure tra 0% e 100).
{\displaystyle {P.di\;M.}=\left({\frac {N.\;eventi\;sanitari\;nell'istante}{N.\;eventi\;sanitari\;nell'istante+persone\;a\;rischio\;nell'istante\;d'osservazione}}\right)}
Negli studi di questo tipo non si fa altro che prendere dei campioni di popolazione e rilevare la prevalenza di una determinata malattia.
Questi studi offrono risultati immediati e sono economicamente poco rilevanti in quanto non richiedono l'impiego di mezzi, tempo e personale per lunghi periodi.
D'altro canto, però, essi non consentono di calcolare misure d'incidenza, da non confondere con la prevalenza, né tantomeno di associare con sicurezza un fattore di rischio a una malattia, in quanto non permettono di verificare con certezza con quale fattore di rischio un "ammalato" sia entrato in contatto.
Sono utili per descrivere il carico di una malattia al "tempo 0" e la distribuzione di una “variabile”. Analizzano l'associazione fra una malattia e un fattore causale e infine, sono poco costosi e di breve durata.
Questi studi forniscono indicazione sulla prevalenza e non sulla incidenza.
La prevalenza è infatti il rapporto tra il numero dei casi con una determinata malattia, in quel momento, e il numero di componenti della popolazione in esame.
Gli studi trasversali possono essere pensati come un'istantanea di una malattia in una popolazione in un particolare momento. Questo tipo di studio può essere utilizzato per misurare la prevalenza di condizioni acute o croniche nella popolazione. Tuttavia, visto che l'esposizione e lo stato di malattia sono misurati nello stesso momento, non è quasi mai possibile distinguere se l'esposizione precede o segue la malattia. Quindi il principale inconveniente consiste nel fatto che la relazione temporale tra l'esposizione e l'esito non può essere direttamente identificata.
Lo studio trasversale può essere: descrittivo o analitico.
- Studio trasversale descrittivo: Si ricerca la prevalenza di una malattia nel tempo. Lo studio trasversale congela un momento specifico nel tempo, mira a trovare lo stesso tipo di rapporti che possono essere visualizzati con il "figure in movimento" dello studio di coorte, ma a costi molto minori.
- Studio trasversale analitico: In uno studio trasversale uno specifico gruppo è osservato per vedere se una sostanza o attività, come il fumo, è correlata agli eventi da investigare, per esempio il cancro polmonare. Se un più grande numero di fumatori hanno il tumore al polmone, rispetto a coloro che non fumano, ciò supporta l'ipotesi che il tumore polmonare sia correlato con il fumo.

L'analisi trasversale (in generale) studia la relazione tra differenti variabili in un determinato momento.

### Studi di correlazione geografica o temporale
Quasi sempre sono studi di mortalità per una certa malattia in due o più territori dove la mortalità è messa in rapporto con la diversa esposizione/distribuzione di uno o più fattori di rischio.
I limiti sono lo scarso controllo della qualità dei dati, basandosi su statistiche correnti dove i dati sono rilevati “per altri scopi da altri osservatori”.
Presenza di fattori confondenti e distorsioni.

## Studi sperimentali
Sono utilizzati prevalentemente per valutare l'efficacia e gli eventi avversi di nuove terapie.
Sono comunemente noti come studio controllato randomizzato o trial clinico.
Attualmente, alcuni studi clinici in fase II e la maggior parte di quelli in fase III sono progettati come randomizzati, doppio cieco, e controllati.
- randomizzati: ogni soggetto dello studio è assegnato in modo casuale (random) a ricevere uno fra i trattamenti in studio oppure il placebo.
- cieco: i soggetti dell'esperimento non sanno quale trattamento ricevano.
- doppio cieco: nemmeno i ricercatori sanno quale trattamento è somministrato a ciascun soggetto.

Lo scopo di questo "accecamento" è evitare, da un lato, che il soggetto che riceve la terapia sia influenzato più o meno positivamente dalla consapevolezza di stare ricevendo una determinata cura; dall'altro, garantire l'imparzialità dello sperimentatore nel valutare gli effetti della terapia.
Una forma di doppio cieco chiamato "double-dummy", permette sicurezze aggiuntive contro errori o effetti placebo. In questo tipo di studi, a tutti i pazienti sono somministrati sia placebo sia dosi attive in tempi differenti e alternati dello studio.
In uno "studio controllato" l'andamento clinico del gruppo dei pazienti che riceve il nuovo farmaco deve essere paragonato, cioè controllato, con quello di un gruppo di confronto che non riceve il nuovo farmaco, ma deve ricevere invece la miglior terapia disponibile, come stabilito dalla World Medical Association nella revisione della dichiarazione di Helsinki del 2000 a Edimburgo.
Solo nel caso che non esistano trattamenti attivi il controllo può avvenire con un "placebo" sostanza inattiva, non tossica, somministrata nella forma e nei modi della sostanza attiva di confronto. In altre parole, quando una terapia esistente è chiaramente superiore al non dare alcun farmaco al soggetto in studio, ovvero somministrargli il "placebo", il trattamento alternativo deve essere lo standard della cura.

### Gli studi clinici randomizzati
Nel 1967 da Daniel Schwartz e Joseph Lellouch, introdussero la distinzione tra
- i trial di tipo esplicativo (explanatory trial) che esplorano l'efficacia (studio di efficacia, in inglese "efficacy") di trattamenti estremamente selezionati in setting clinici ideali (quindi fondamentalmente al limite dell'irreale) in quanto ristretti a pazienti molto selezionati e strettamente monitorizzati;
- i trial di tipo pragmatico (pragmatical trial) che esplorano l'efficacia di trattamenti attuabili in un reale setting clinico ("efficacia reale" —comunque non ben tradotto in italiano— in inglese "effectiveness")

La lingua inglese ha anche due termini differenti per indicare la diversa “efficacia” dimostrata da questi due tipi di trial: quella dei trial esplicativi è chiamata efficacy, mentre quella dei trial pragmatici è chiamata effectiveness.
Gli studi clinici per verificare l'efficacia e la sicurezza prima dell'immissione in commercio dei nuovi farmaci sono classificati in 3 fasi, più una quarta fase, successiva alla commercializzazione del farmaco, che è costituita da farmacovigilanza e studi post-marketing. Ogni fase del processo di approvazione del farmaco è trattato come uno studio clinico separato. A meno di casi particolari (es. malattie rare per le quali non vi siano abbastanza malati per poter effettuare gli studi di fase III) il processo di sviluppo di un farmaco procede attraverso tutte le 3 fasi, per un periodo di diversi anni. Se il farmaco passa con successo le 3 fasi cliniche, esso potrà essere approvato dall'autorità nazionale (o sovranazionale nel caso dell'EMA) per l'uso nella popolazione generale.
Prima di ottenere l'autorizzazione alla sperimentazione clinica, le compagnie farmaceutiche devono condurre estensivi studi preclinici sul farmaco.
Le fasi 0 e fasi 1 richiedono volontari sani. La maggior parte degli altri studi clinici cercano pazienti che abbiano una specifica malattia, o condizione medica. A seconda del tipo di partecipazione richiesta, gli sponsor degli studi clinici usano varie strategie di reclutamento, incluso database di pazienti, giornali, messaggi su radio, poster in luoghi affollati da pazienti (come gli studi dei medici) e reclutamento personale da parte dei ricercatori stessi.

#### Studi preclinici
Gli studi preclinici utilizzano test in vitro ed esperimenti (su animali) in vivo, utilizzando ampie dosi del farmaco per ottenere informazioni preliminari su efficacia, tossicità e farmacocinetica. Tali test permettono alle case farmaceutiche di decidere se un farmaco candidato ha merito scientifico per un ulteriore sviluppo come nuovo farmaco approvato per la sperimentazione.
Alcune volte la ricerca è fatta senza scopi medici e, solo accidentalmente, contribuisce alla ricerca medica, vedi ad esempio la ricerca della penicillina.

#### Sperimentazione clinica

##### Fase 0
La Fase 0 è stata introdotta recentemente, a indicare la prima fase clinica che precede la tradizionale fase I, in accordo con le linee Guida U.S.A della FDA sulla ricerca di nuovi farmaci
I trial in Fase 0 sono anche conosciuti come studi su umani con microdosi e sono progettati per accelerare lo sviluppo di farmaci promettenti o traccianti per stabilire in tempi rapidi se il farmaco agisca sui soggetti umani come si ritiene in base agli studi preclinici.
Tipici esempi di studi in fase 0 sono la somministrazione di singole dosi subterapeutiche del farmaco sotto studio a un piccolo numero di soggetti (da 10 a 15) per ottenere dati preliminari sulla farmacocinetica dell'agente (come il farmaco agisce all'interno del corpo umano).
Gli studi in fase 0 non forniscono dati su sicurezza ed efficacia, essendo, per definizione a una dose troppo bassa per poter fornire qualunque effetto terapeutico. Le compagnie farmaceutiche portano avanti studi in fase 0 in modo da classificare i farmaci candidati, per decidere chi ha i migliori parametri farmacocinetici e chi può proseguire per ulteriori sviluppo e sperimentazione. Ciò permette di decidere se proseguire o no, basandosi su modelli umani pertinenti invece che su dati talvolta inconsistenti tratti da animali.
Alcuni autori si sono interrogati se la fase 0 dei trial sia utile, accettabile eticamente, fattibile e se accelerino il processo di sviluppo dei farmaci o facciano risparmiare denaro, e se ci sia spazio di miglioramento.

##### Fase I (sicurezza del farmaco)
I trial in fase I, sono la prima fase dei test su soggetti umani (first-in-man).
Tentano di rispondere alla domanda: quanto farmaco può essere somministrato senza causare effetti avversi gravi?

Normalmente viene selezionato un piccolo gruppo di volontari sani (circa 20-80 persone), vi sono comunque alcune circostanze in cui sono utilizzati pazienti reali, come pazienti in fase terminale o persone che non hanno altre opzioni terapeutiche. Queste eccezioni avvengono spesso nei trial con pazienti oncologici o con AIDS. (vedi sotto).

Questa fase include trial designati per misurare sicurezza, tollerabilità, farmacocinetica e la farmacodinamica di un farmaco.

Misurano farmacocinetica e metabolismo del farmaco, il suo meccanismo di azione e la sua farmacodinamica.
Il soggetto che riceve il farmaco è normalmente tenuto in osservazione per un tempo multiplo di parecchie emivite del farmaco.

I trial in fase I normalmente includono il dose-ranging, normalmente chiamato studio dose escalation, cosicché si possa trovare la dose appropriata per uso terapeutico.

Il dosaggio testato è normalmente una frazione della dose che causa danno nella sperimentazione su animali.
I volontari ricevono un indennizzo per il disagio causato dal loro tempo passato in un centro apposito. Il pagamento varia da piccole cifre di denaro per un breve periodo, a più grandi cifre per un importo fino a circa 6000 $ a seconda della durata di partecipazione.
Esistono diversi tipi di trial in fase I
- SAD: I Single Ascending Dose studies sono quelli in cui a un piccolo gruppo di soggetti viene somministrata una singola dose di un determinato farmaco, mentre sono sotto osservazione ed eseguiti test durante un periodo di tempo. Se essi non esibiscono alcun evento avverso e i dati farmacocinetici sono grosso modo in linea con i valori previsti di sicurezza, la dose è aumentata e a un nuovo gruppo di soggetti è somministrata una dose maggiore. Questo procedimento è continuato fino a che i livelli di sicurezza precalcolati sono raggiunti, oppure se iniziano a verificarsi effetti collaterali intollerabili (a tale punto si suole dire che si è raggiunta la dose massima tollerata (MTD).
- MAD: I Multiple Ascending Dose studies sono condotti per meglio comprendere la farmacocinetica e la farmacodinamica di dosi multiple del farmaco. In questi studi, un gruppo di pazienti riceve multiple basse dosi del farmaco, mentre vengono raccolti campioni di sangue o altri fluidi a vari tempi e analizzati per capire come il farmaco è processato all'interno del corpo. La dose viene successivamente aumentata con ulteriori gruppi, fino a un livello predeterminato.
- Effetto cibo: Trattasi di un breve trial progettato per studiare ogni differenza nell'assorbimento del farmaco nel corpo, causato dal mangiare prima della somministrazione del farmaco. Questi studi sono normalmente svolti come studi incrociati, con volontari a cui vengono somministrate due identiche dosi del farmaco in occasioni differenti, uno mentre mangia, e l'altro dopo il pasto.

##### Fase II
Una volta che è stata confermata la sicurezza dello studio dal trial in Fase I, vengono effettuati trial in Fase II su gruppi più grandi (20-300). Essi sono progettati per valutare come funziona il farmaco, e per continuare la valutazione sulla sicurezza effettuata in fase I, su un gruppo più ampio di volontari e pazienti. Quando fallisce il processo di sviluppo per un nuovo farmaco, ciò avviene normalmente durante i trial in fase II, nel momento in cui si scopre che non funziona come pensato, oppure che ha effetti tossici.
I trial in fase II sono, a volte, divisi in fase IIa e fase IIb.
- La fase IIa è progettata specificatamente per valutare la quantità di farmaco necessaria.
- La fase IIb è progettata specificatamente per studi di efficacia (valutare come il farmaco lavora alla dose prescritta). Vengono anche chiamati con un termine inglese dose ranging.

Alcuni trial combinano Fase I e Fase II e testano sia l'efficacia sia la tossicità.
Alcuni trial in fase II sono progettati come studio caso/controllo, ove alcuni pazienti ricevono il farmaco/dispositivo e altri ricevono placebo/trattamento standard. I trial randomizzati in fase II hanno molti meno pazienti che i trial randomizzati in fase III: in effetti sono coinvolti pochi centri di eccellenza, in grado di fornire dati sicuri e privi di possibili errori.

##### Fase III
Quando un farmaco è considerato ragionevolmente efficace e sicuro, viene somministrato a un numero alto di soggetti.

Gli studi in fase III sono trial multicentrici randomizzati e controllati, effettuati su un grande gruppo di pazienti (300-3000 o più, a seconda della malattia o della condizione medica investigata), e vengono utilizzati per effettuare la valutazione definitiva sull'efficacia del farmaco versus il "gold standard" corrente. In virtù della loro grandezza e durata, i trial in fase III sono i più costosi, duraturi e difficili per quanto concerne progettazione e decorso, soprattutto nel caso di malattie croniche.
È una pratica comune che particolari trial in fase III continuino, mentre lo studio è in attesa di regolamentazione al livello appropriato di regolamentazione. Questo permette ai pazienti di avere la possibilità di ricevere farmaci salvavita, fino a che il farmaco non abbia ottenuto l'approvazione alla vendita. Altre ragioni per effettuare trial a questo livello includono i tentativi dello sponsor di un'estensione della prescrizione, ovvero mostrare che il farmaco lavora per tipi aggiuntivi di pazienti e malattie oltre l'uso originale per il quale il farmaco è stato approvato per la vendita, per ottenere dati aggiuntivi sulla sicurezza, o per sostenere le richieste di commercializzazione del farmaco. Studi in questa fase sono categorizzate da alcune compagnie come studi in "fase III B".
Anche se non sempre viene richiesto, è consuetudine ottenere almeno due trial in fase III con successo, a dimostrare l'efficacia e la sicurezza del farmaco, per ottenere l'approvazione dalle agenzie regolatrici preposte (FDA (USA), TGA (Australia), EMA (European Union), ecc.) che è sottoposta a revisione da parte delle autorità regolatrici preposte nelle differenti nazioni. Esse sottoporranno a revisione il documento e auspicabilmente sosterranno l'approvazione per l'immissione in commercio.
La maggior parte dei farmaci che hanno effettuato la fase III dei trial possono essere immessi sul mercato sotto le norme della FDA con raccomandazioni particolari e linee guida, ma in caso di eventi avversi gravi riportati ovunque, il farmaco può essere rimosso immediatamente dal mercato. Mentre la maggior parte delle compagnie farmaceutiche si astengono da questa pratica, non è anormale vedere molti farmaci essere sottoposti a studi clinici di fase III mentre sono commercializzati.

#### Fase IV: farmacovigilanza
I trial in fase IV sono anche chiamati trial post-marketing o studi di farmacovigilanza.
Essi coinvolgono la sorveglianza sulla sicurezza grazie ai protocolli di farmacovigilanza e supporto tecnico e scientifico per un farmaco dopo che ha ricevuto l'autorizzazione all'immissione in commercio. Gli studi di fase IV possono essere richiesti dall'autorità regolatrice o possono essere eseguiti dalla compagnia farmaceutica per ragioni di competitività (trovare un nuovo mercato per la molecola) o altre ragioni (per esempio il farmaco potrebbe non essere stato testato in caso di politerapie o in certi gruppi di popolazione, come ad esempio donne gravide, che raramente vengono coinvolte negli studi clinici).
La sorveglianza sulla sicurezza è progettata per identificare ogni evento avverso raro o a insorgenza tardiva, su una più grande popolazione di pazienti e un periodo più lungo di quello possibile durante le fasi I-III. Effetti pericolosi scoperti nella Fase IV possono esitare in un ritiro dal commercio del farmaco o la restrizione del suo uso a casi limitati, recenti esempi sono cerivastatina (i cui nomi commerciali sono Baycol e Lipobay), troglitazone (Rezulin) e rofecoxib (Vioxx).

## Protocollo di uno studio clinico
A seconda del tipo di prodotto e dello stadio del suo sviluppo, gli sperimentatori arruolano volontari sani e/o pazienti in piccoli gruppi pilota. Una volta ottenuti dati positivi su efficacia e sicurezza, il numero dei pazienti viene incrementato. I trial clinici possono variare in dimensioni da un singolo centro in una sola nazione, a un trial multicentrico, in più nazioni.
Visti i costi considerevoli che un trial clinico può avere, l'onere del pagamento di tutte le persone e i servizi è solitamente a carico dello sponsor, che può essere una casa farmaceutica o la società di biotecnologia che sviluppa l'agente dello studio. Visto che la diversità dei ruoli può superare le risorse degli sponsor, sempre più spesso i trial clinici vengono affidati esternamente ad aziende create per questo specifico scopo, le cosiddette contract research organization (CRO).
Nel pianificare un trial clinico lo sponsor o il ricercatore, per prima cosa, identifica i farmaci o i presidi che devono essere testati. Normalmente sono condotti uno o più esperimenti pilota, per ottenere dati e progettare successivamente trial clinici.
In accordo con un gruppo di ricercatori esperti, normalmente medici ben conosciuti per la loro esperienza clinica e per le pubblicazioni, lo sponsor decide con che cosa comparare il nuovo agente: con uno o più trattamenti esistenti, oppure con i placebo, e che tipo di pazienti possano trarre beneficio dal farmaco/presidio.
Durante gli studi clinici, i ricercatori reclutano i pazienti con le caratteristiche predeterminate, somministrano il trattamento, raccolgono i dati sulla salute dei pazienti, in un determinato periodo di tempo. Questi dati includono misurazioni come segni vitali, dosaggi dei farmaci ematici e valutazioni sullo stato soggettivo dei pazienti. I ricercatori inviano i dati agli sponsor che li analizzano con metodi statistici.
Eccetto per i trial piccoli limitati a una sola località, il progetto e gli obiettivi degli studi clinici sono scritti in un documento chiamato: protocollo del trial clinico. Il protocollo del trial clinico è il manuale operativo; esso assicura che i ricercatori di diverse località somministrino lo studio nello stesso modo su pazienti con le stesse caratteristiche. Questa uniformità permette ai dati di essere inseriti assieme.
Un protocollo del trial clinico è un documento che consente di ottenere una conferma del processo di progettazione da parte di un gruppo di esperti e l'adesione di studio da parte di tutti gli investigatori, anche se effettuati in vari paesi.
Il protocollo descrive le basi scientifiche, gli obiettivi, il disegno, la metodologia, le considerazioni statistiche, e l'organizzazione della pianificazione del trial. Dettagli del trial sono anche forniti in altri riferimenti di documenti del protocollo, come l'Investigator's brochure.
Il protocollo contiene un preciso piano per l'esecuzione del trial clinico, non solo per assicurare sicurezza e salute ai soggetti dei trial, ma anche per fornire a tutti i ricercatori una cornice in cui lavorare anche se situati in luoghi molto diversi (ad esempio in un trial multicentrico) per effettuare lo studio in modo esattamente identico. Il protocollo inoltre fornisce agli amministratori dello studio (spesso una contract research organization) così come ai gruppo locale dei medici, infermiere e amministratori clinici, un documento comune per la responsabilità durante i trial.
La struttura e il contenuto di un protocollo di trial clinico sponsorizzato da una casa farmaceutica, di biotecnologie o medica negli USA, EU o Giappone è stata standardizzata a seguire i Good Clinical Practice Guidance istituiti dalla International Conference on Harmonization of Technical Requirements for Registration of Pharmaceuticals for Human Use. Anche le autorità regolatrici di Canada e Australia seguono le linee ICH.

### Durata dello studio
Gli studi clinici sono solo una piccola parte della ricerca svolta per sviluppare un nuovo trattamento. I farmaci potenziali, per prima cosa, devono essere scoperti, purificati, caratterizzati e testati, in laboratorio (in studi su cellule e su animali) e successivamente sottoposti a trial clinici. In tutto, circa 1000 potenziali farmaci sono testati prima che uno raggiunga il livello per essere testato in uno studio clinico.
Per esempio un nuovo farmaco contro il cancro, ha bisogno, in media, di almeno sei anni di ricerca, per poter essere ammesso ai trial clinici. In media passano circa otto anni tra l'entrata nei trial clinici e l'approvazione da parte delle agenzie regolatrici per la vendita al pubblico. I farmaci per altri tipi di malattie hanno una tempistica simile.
Esistono diversi motivi per cui una sperimentazione clinica potrebbe durare diversi anni:
- per condizioni croniche, come il tumore, il tempo necessario per valutare se un trattamento contro il cancro ha effetto oppure no, potrebbe durare mesi o persino anni.
- per i farmaci, su cui ci si aspetta che non abbiano un effetto clamoroso, ciò significa che deve essere arruolato un grande numero di pazienti, per osservare ogni effetto, con possibile durata di anni per effettuare tutto.
- se sono in numero esiguo le persone che posseggono la condizione di malattia stabilita dallo studio clinico per essere eleggibili. I ricercatori devono identificarli e ottenere il consenso da tali pazienti.

Il più grande ostacolo al completamento della studio è la mancanza di persone che ne prendano parte. Tutti i farmaci e le diverse protesiche richiedono una sottopopolazione, ciò significa che non tutti ne possono prendere parte. Alcuni trial con farmaci richiedono una combinazione non usuale di caratteristiche di malattia. È quindi una sfida per i ricercatori trovare i pazienti appropriati, specialmente quando loro non ricevono alcun compenso (perché non sono pagati, perché il farmaco in studio non ha ancora dimostrato avere alcun effetto, o perché il paziente sta ricevendo un placebo).
In accordo con la Pharmaceutical Research and Manufacturers of America (PhRMA), circa 400 farmaci sono stati testati in studi clinici nel corso del 2005.
Non si è dimostrato per tutti la utilità, ma quelli che lo sono, potrebbero subire ritardi nell'approvazione, in quanto il numero dei partecipanti è troppo esiguo.
I trial clinici che non coinvolgano un nuovo farmaco hanno una durata minore (eccezioni sono gli studi epidemiologici come il Nurses' Health Study).

### Consenso informato
Una componente essenziale per poter iniziare uno studio clinico è arruolare i soggetti per lo studio, seguendo una procedura che consiste nel firmare un documento chiamato "consenso informato".
Il consenso informato è un processo definito legalmente diretto a una persona cui viene raccontato i fattori chiave di una sperimentazione clinica, prima di decidere se partecipare o no. 
Per descrivere pienamente la partecipazione di un candidato in materia, i dottori e gli infermieri coinvolti nella ricerca spiegano i dettagli dello studio. Una traduzione è fornita se il linguaggio nativo dei partecipanti non è lo stesso del protocollo di studio.
I ricercatori forniscono un documento per il consenso informato che include i trial clinici, così come il suo scopo, durata, le procedure richieste, rischi, benefici potenziali. Il partecipante quindi decide se firmare o no il documento. Il consenso informato non è un contratto immutabile, così come i partecipanti possono rinunciare in ogni momento.

### Significatività statistica
Nel progettare uno studio clinico, lo sponsor deve decidere il numero di pazienti che parteciperanno. L'obiettivo dello sperimentatore è quello di ottenere un risultato statisticamente significativo, attraverso la dimostrazione di una differenza nei risultati (ad esempio, il numero di morti dopo un determinato periodo di tempo) tra il gruppo che riceve il trattamento e il gruppo di controllo.
Il numero di pazienti necessari per avere una risposta statisticamente significativa varia in base alla domanda cui il trial vuole rispondere. Per esempio, dimostrare l'efficacia di un nuovo farmaco per una malattia non curabile, come un tumore metastatico al rene, richiede molti meno pazienti rispetto a una malattia altamente curabile come un seminoma con gruppo di controllo con placebo.
Il numero dei pazienti coinvolti nello studio ha un grande effetto sulla capacità dello studio di determinare con efficacia gli effetti che vengono indagati. Tutto ciò è descritto come il "potere statistico" del trial.  Più è grande il numero dei partecipanti a uno studio, più è grande il potere statistico.
Nel progettare uno studio clinico si deve considerare che più pazienti significano maggiore spesa. Il potere di un trial non è un singolo unico valore, esso stima la capacità del trial di scoprire una differenza di un particolare valore o grandezza tra il trattato (farmaco testato o dispositivo) e il controllo (placebo o trattamento standard). Per esempio un trial con farmaci per abbassare i lipidi ematici versus placebo su 100 pazienti in ogni gruppo potrebbe avere un potere di 0.90 a scoprire una differenza tra pazienti che ricevono il farmaco in studio e i pazienti che ricevono il pacebo di 10 mg/dL o più, ma solo un potere di 0.70 per trovare una differenza di 5 mg/dL.

### Gruppi con placebo
Limitarsi a dare un trattamento può avere effetti non specifici, e questi sono controllati dall'inclusione di un gruppo con placebo. I soggetti in trattamento e nel gruppo con placebo sono assegnati con randomizzazione e resi "ciechi" riguardo al gruppo di appartenenza. Visto che i ricercatori potrebbero valutare diversamente i dati risultanti da soggetti con trattamento e quelli con placebo, i trial sono a doppio cieco, cosicché i ricercatori non sanno a quale gruppo un soggetto sia assegnato.
Assegnare una persona a un gruppo con placebo può porre problemi etici se viola il suo diritto a ottenere il migliore trattamento disponibile. La Dichiarazione di Helsinki propone linee guida per questo problema. È da ricordare come allo stato attuale la comunità Europea accetti solo la quarta revisione della detta Dichiarazione, mentre gli USA accettano solo la terza, non ritenendosi quindi legati al non utilizzo del placebo.

## Amministrazione
Gli studi clinici progettati da un singolo ricercatore e, negli USA, quelli finanziati dall'autorità federale, sono quasi sempre gestiti dai ricercatori che hanno progettato lo studio e l'applicazione per la concessione.
Gli studi con apparecchiature, in piccola scala, sono gestiti dalle compagnie farmaceutiche.
Gli studi clinici di Fase III e Fase IV di nuovi farmaci, sono normalmente gestiti da contract research organization (CRO) ingaggiati dalla società promotrice.
Gli sponsor forniscono il farmaco e la supervisione medica. Una CRO è una compagnia che per contratto esegue il lavoro amministrativo su uno studio clinico. Essa individua i ricercatori partecipanti, li istruisce, fornisce loro supporto, coordina la gestione dello studio e la raccolta dei dati, organizza meeting, monitorizza la compliance dei centri con il protocollo clinico, e si assicura che lo sponsor riceva dati "puliti" da ogni centro. Recentemente site management organization sono state noleggiate per coordinare con la CRO per garantire la rapida approvazione IRB/IEC l'apertura del sito più velocemente e di reclutamento dei pazienti.
A livello dei partecipanti, uno o più assistenti di ricerca, normalmente infermieri, fanno la maggior parte del lavoro nel portare avanti lo studio clinico. Il lavoro dell'assistente può comprendere alcune delle seguenti attività: contattare il locale Institutional Review Board (IRB) con la documentazione necessaria per ottenere il suo permesso a condurre lo studio, assistenza alla partenza dello studio, identificare i pazienti eleggibili, ottenere il consenso da loro o dalle loro famiglie, amministrare il trattamento sotto studio, raccogliere i dati, curare la raccolta dei dati, comunicare con l'IRB, così come con lo sponsor (se presente) o il CRO (se presente).
In Italia il ruolo dell'assistente infermieristico è estremamente limitato, pertanto tutto il peso dello studio ricade sul personale medico e sui farmacisti ospedalieri.

## Condotta etica
I trial clinici sono strettamente supervisionati da un'appropriata autorità regolatoria. Tutti gli studi che interessano un intervento medico o terapeutico su un paziente devono essere autorizzati da un comitato etico, prima che venga fornito il permesso di procedere con lo studio clinico. Il comitato etico locale ha potere discrezionale su come supervisionerà studi non interventistici (studi osservazionali o quelli che usano dati già raccolti). Negli USA questo è chiamato Institutional Review Board (IRB).
La maggior parte dei comitati etici sono situati presso l'ospedale o l'istituzione dei ricercatori locali, ma alcuni paesi permettono l'uso di un ente indipendente/non profit denominato comitato etico per ricercatori che lavorano in piccole istituzioni.
Per essere etici i ricercatori devono ottenere il consenso pieno e informato da parte dei soggetti umani partecipanti (una delle funzioni principale dei comitati etici è che i potenziali pazienti siano adeguatamente informati).
Se il paziente non è in grado di esprimere il consenso, i ricercatori possono cercare il consenso dal rappresentante legale del paziente stesso.
In alcuni stati degli USA i comitati etici devono certificare i ricercatori e il loro staff prima che essi conducano i trial clinici. Devono comprendere la legge federale per la privacy del paziente (HIPAA) e le Good Clinical Practice (ICH GCP). In italiano viene tradotto come buona condotta medica ed è un insieme di standard internazionali per condurre gli studi clinici. Le linee guida mirano ad assicurare che siano protetti "i diritti, la sicurezza e il benessere dei soggetti sottoposti" ai trial clinici.
La nozione di consenso informato esiste in molte nazioni di tutto il mondo, ma la sua precisa definizione varia ancora molto.
Il consenso informato è chiaramente una condizione necessaria per la condotta etica, ma da sola non la assicura. L'obiettivo finale è servire la comunità dei pazienti nel miglior modo possibile e nel modo più responsabile. Comunque può essere difficile ottenere questo obiettivo in determinate circostanze. In alcuni casi tutto ciò può essere fatto, comunque, come per esempio per chiedersi quando interrompere un trattamento sequenziale (vedi Odds algorithm), e quando metodi quantitativi possono svolgere un ruolo importante.

## Sicurezza
La responsabilità per la sicurezza dei soggetti nei trial clinici è distribuita tra lo sponsor, i ricercatori del singolo centro (se differente dallo sponsor), i vari comitati etici che supervisionano lo studio e, in alcuni casi se lo studio interessa un farmaco o device distribuito sul mercato, l'agenzia regolatrice per lo Stato dove il farmaco o il device sarà venduto.

### Sponsor
Per ragioni di sicurezza, tutti gli studi clinici sono progettati per escludere donne in età fertile, gravide e le donne che diventeranno gravide durante lo studio. In alcuni casi i partner maschili di quelle donne sono esclusi o è loro richiesto di prendere provvedimenti per il controllo delle nascite.
- Nel corso della sperimentazione clinica, lo sponsor è responsabile di informare con precisione il sito locale investigatori dei dati sulla sicurezza del farmaco, dispositivo o altro trattamento medico da sottoporre a prova, e di tutte le potenziali interazioni dello studio di trattamento come già approvato trattamenti medici. Ciò permette ai ricercatori locali di prendere un'importante decisione se partecipare o no allo studio.
- Lo sponsor è responsabile per monitorare il risultato dello studio come arrivano dai vari siti e di come procede complessivamente lo studio. In grandi trial clinici, uno sponsor userà i servizi di un Data Monitoring Committee (DMC, conosciuto negli USA, come un Data Safety Monitoring Board). Questo è un gruppo indipendente di clinici e statistici. Il DMC si incontra periodicamente per rivedere i dati "in chiaro" che lo sponsor ha ricevuto finora: il DMC ha il potere di raccomandare il termine dello studio, basandosi sulla loro review, per esempio se lo studio in trattamento sta causando più morti che il trattamento standard, o sembra causare seri effetti collaterali inaspettati e legati allo studio.

Lo sponsor è responsabile per raccogliere i rapporti da tutti i centri di ricerca dello studio, e per informare tutti i ricercatori del giudizio dello sponsor di come questi eventi avversi siano correlati o non correlati al trattamento dello studio. Questa è un'area ove lo sponsor può far propendere il suo giudizio per favorire lo studio di trattamento.
- Lo sponsor e il sito locale di ricerca sono responsabili congiuntamente per la scrittura di un consenso informato che informi accuratamente i soggetti potenziali dei veri rischi e dei benefici potenziali della partecipazione allo studio, mentre presenti allo stesso tempo il materiale più breve possibile e in un linguaggio comprensibile.

Il regolamento FDA e le linee guida ICH entrambi richiedono che l'informazione che viene fornita al soggetto, debba essere in un linguaggio comprensibile al soggetto o al suo rappresentante. Se il partecipante non è di madrelingua inglese, lo sponsor deve tradurre il consenso informato nella lingua del partecipante.

### Modalità di lavoro dei ricercatori locali
- Il primo dovere di un ricercatore è verso il suo o i suoi pazienti, e se un ricercatore medico ritiene che lo studio possa essere di danno ai soggetti dello studio, deve interrompere la partecipazione allo stesso. D'altra parte, gli investigatori spesso hanno un interesse finanziario nel reclutare soggetti, e possono agire in modo non etico per ottenere o mantenere la loro partecipazione.
- I ricercatori locali sono responsabili della conduzione dello studio in accordo con i protocollo e della supervisione dello staff per tutta la durata dello studio.
- Il ricercatore locale e il suo staff, devono assicurare che i potenziali soggetti dello studio, capiscano i rischi e i potenziali benefici dei partecipanti allo studio; in altre parole che essi (o i loro rappresentanti locali), forniscano consensi informati veritieri.
- I ricercatori locali sono responsabili della revisione di tutti gli eventi avversi inviati dagli sponsor. Questi report su eventi avversi, contengono l'opinione sia del ricercatore nel sito ove è occorso lo stesso evento avverso, sia dello sponsor stesso, riguardo alla relazione di un evento avverso al trattamento in studio. I ricercatori locali hanno la responsabilità di emettere un giudizio indipendente su questi report, e per informare prontamente il comitato etico locale di tutti gli eventi avversi correlati al trattamento in studio.
- Quando il ricercatore locale è lo sponsor, potrebbero non esserci eventi avversi formali, ma lo staff di tutti i centri sono responsabili di informare il ricercatore coordinatore di qualsiasi cosa sospetta.

Il ricercatore locale è responsabile delle comunicazioni al comitato etico, che riceverà gli aggiornamenti degli eventi avversi direttamente dallo sponsor e/o dalle CRO.

### Comitati etici
- È necessaria innanzitutto l'approvazione da parte di un comitato etico.
- In clinical trial commerciali, il protocollo di studio non viene approvato da un comitato etico prima che lo sponsor ingaggi siti ove condurre il trial. Comunque il protocollo di studio, così come le procedure sono generalmente adattate per soddisfare i requisiti generici per la presentazione a un comitato etico. In questo caso, e dove non c'è alcuno sponsor indipendente, ogni ricercatore di un sito locale sottomette il protocollo di studio, i consensi, le tabelle di raccolta dei dati e la documentazione di supporto dello studio a un comitato etico locale. Le università e la maggior parte degli ospedali hanno un comitato etico locale. Altri ricercatori utilizzano comitati etici indipendenti.
- Il comitato etico scrutina gli studi sia per la sicurezza medica sia per la protezione dei pazienti interessati nello studio, prima che sia data l'approvazione a iniziare lo studio. Ciò può richiedere modifiche nelle procedure di studio o nelle spiegazioni date al paziente. È richiesto un rapporto di revisione annuale da parte dei ricercatori al comitato etico sui progressi dello studio, e di ogni nuova informazione sulla sicurezza dello studio stesso.

### Autorità regolatoria
- L'autorità regolatoria preposta di ogni nazione, ove lo sponsor voglia vendere il farmaco o il presidio, deve rivedere tutti i dati degli studi per procedere a una nuova fase o per essere immessa sul mercato. Ciò detto vale per ogni nuovo farmaco o nuovo dispositivo medico (oppure a un farmaco già esistente utilizzato per un nuovo scopo). Ovviamente se lo sponsor nasconde dati negativi, oppure manipola dati che ha acquisito nel corso del trial clinico, l'autorità regolatoria potrebbe prendere decisioni errate.
- Negli Usa la FDA può ascoltare i dati di ogni singolo ricercatore, alla fine di uno studio, per vedere se essi effettivamente abbiano seguito le procedure di studio. Questo audit può essere random, o ad personam (se si pensa che il ricercatore modifichi i dati).

Diversi paesi hanno differenti requisiti normativi e capacità di applicazione per questo motivo la maggior parte degli studi viene esternalizzata nei paesi più permissivi e più economici, soprattutto attraverso aziende terze come le Organizzazioni per la ricerca clinica ORC. "Si stima che circa il 40 per cento di tutti gli studi clinici attualmente si svolgono in Asia, in Europa dell'Est, nel Centro e Sud America." Non c'è alcun sistema di registrazione obbligatoria per gli studi clinici in questi paesi e in molti non seguono le direttive europee nelle loro operazioni ", afferma il dottor Giacobbe Sijtsma della Wemos dei Paesi Bassi, una organizzazione che monitorizza studi clinici nei paesi in via di sviluppo. "

## Aspetti economici

### Sponsor
Il costo di uno studio dipende da molti fattori, specialmente dal numero di centri interessati a condurre lo studio e dal numero di pazienti arruolati, ma anche dalla preesistente autorizzazione all'utilizzo comune del farmaco. Gli studi clinici seguono un processo standard.
I costi di una casa farmaceutica per effettuare i trial in fase III e fase IV possono includere tra gli altri:
- costi di produzione del farmaco/device in studio
- i compensi dei progettisti e amministratori dello studio
- i pagamenti all'organizzazione di ricerca con cui si è effettuato un contratto, l'organizzazione per la gestione dei siti
- i materiali per lo studio e spedizione
- comunicazioni con il ricercatore locale, incluso il monitoraggio in loco da parte del CRO prima e in alcuni casi molte volte durante lo studio.
- uno o più incontri di training per i ricercatori
- costi sostenuti dai ricercatori come tariffe farmaceutiche, tariffe del comitati etici.
- ogni pagamento ai pazienti arruolati nel trial (tutti i pagamenti sono strettamente supervisionati dai comitati etici per assicurare che i pazienti non si sentano obbligati a prendere parte al trial per pagamenti troppo attraenti)
- Questi costi vengono sostenuti per parecchi anni.

Per portare a conclusione tutte le fasi di sperimentazione di un nuovo farmaco occorrono non meno di 2,5 miliardi di euro. Le Agenzie nazionali per la Salute come il U.S. National Institutes of Health negli U.S.A. offrono sovvenzioni per i ricercatori che progettano gli studi clinici e che raccolgono dati da altri centri e che lavorano quindi per la agenzia che sponsorizza la ricerca. Negli USA c'è una detrazione del 50% per gli sponsor di determinati studi clinici.
Alcune agenzie nazionali come la U.S. National Institutes of Health offrono sempre sovvenzioni ai ricercatori autori di studi clinici che cercano di rispondere alle domande che interessano alle agenzie. In questi casi, i ricercatori che ricevono le sovvenzioni e gestiscono lo studio fungono da sponsor, e coordinano la raccolta dati da altri siti. Questi altri siti possono o non possono essere pagati per la partecipazione allo studio, a seconda della quantità dei fondi e della quantità di lavoro previsto per loro.
I sistemi sanitari beneficiano dall'accesso a terapie che possono diventare disponibili sul mercato anche dopo 10 anni. Secondo dati dell'Ema, dal 2022 al maggio 2025 sono stati autorizzati 2650 Studi clinici in Italia con un investimento annuo da parte di Farmindustria pari a 800 milioni.

### Pazienti
Nei trial di fase I, i partecipanti sono pagati in quanto forniscono il loro tempo (alcune volte anche distante dalle loro case) e perché sono esposti a rischi non conosciuti, senza l'aspettativa di un beneficio qualsiasi. Nella maggior parte di altri trial, comunque, i pazienti non sono pagati, in modo da assicurare che le loro motivazioni per la partecipazione siano la speranza di migliorare o di contribuire alla conoscenza medica, senza che la loro scelta sia deviata da considerazioni finanziarie. Comunque, solitamente vengono spesso offerti piccoli rimborsi per le spese correlate allo studio come il viaggio o compensi per il tempo che essi dedicano a fornire informazioni per il follow-up, al termine della terapia.

## Studio clinico indipendente
Gli studi clinici possono essere promossi e finanziati di vari enti, tra questi aziende farmaceutiche, istituzioni pubbliche, associazioni di ricerca, fondazioni, organizzazioni mediche/strutture sanitarie, gruppi di volontariato, come le associazioni di pazienti. Gli studi clinici si definiscono indipendenti quando sono promossi da enti scientifici, accademici o no profit e finanziati da denaro pubblico, centri di ricerca o gruppi di volontariato.
La maggior parte degli studi clinici su farmaci e dispositivi sono finanziati dalle aziende farmaceutiche in stretta collaborazione con ricercatori universitari e clinici. Questi studi sono orientati al prodotto, hanno cioè lo scopo di provare i benefici di un determinato prodotto.
Esiste però un gran numero di quesiti di ricerca clinica che sono di interesse minimo o nullo per i finanziatori commerciali, ma necessitano comunque di essere affrontati data la loro importanza per la salute pubblica e il miglioramento delle possibilità di diagnosi e terapia per gruppi di pazienti più o meno numerosi. Questa massa di quesiti clinici si riferisce non soltanto a farmaci e dispositivi, ma anche a nuovi interventi di biomedicina, chirurgia, fisioterapia, psicologia, riabilitazione, training, etc. Tali quesiti di ricerca sono orientati alla salute e sono chiaramente cruciali per pazienti, operatori sanitari, sistemi sanitari e assicurazioni sanitarie.
Gli studi clinici indipendenti sono di importanza determinante per migliorare l'efficacia, la sicurezza e il rapporto costi/benefici dell'assistenza. Ad esempio studi clinici indipendenti indagano i rischi a lungo termine e le reazioni avverse rare di un trattamento, confrontano le opzioni terapeutiche disponibili, farmacologiche e non farmacologiche, per una data condizione patologica, valutano i miglioramenti in termini di qualità della vita o controllano nel tempo procedure e strategie di riabilitazione.
Investire nella valutazione indipendente delle strategie di trattamento ha un ritorno altamente favorevole sulla società in termini di riduzione dell'impatto delle malattie, aumento della produttività dovuto a strategie assistenziali ottimizzate, contenimento dei costi dei sistemi sanitari.

## Critiche
La dott.ssa Marcia Angell (ex direttore della prestigiosa rivista medica New England Journal of Medicine) è diventata in seguito alla sua esperienza critica della sanità statunitense in generale e dell'industria farmaceutica in particolare su come gli studi clinici sono condotti negli USA:
Angell ritiene che i membri delle facoltà mediche che conducono gli studi clinici non debbano accettare alcun pagamento da parte delle compagnie farmaceutiche, eccetto un supporto al progetto, e che tale supporto non debba essere un cordone ombelicale, incluso il controllo da parte delle compagnie sul progetto dello studio, l'interpretazione, e la pubblicazione dei risultati della ricerca. Lei ha speculato che "forse la maggior parte" degli studi clinici sono visti dai critici come "scuse per pagare dottori per metter i pazienti in un farmaco già approvato da una casa farmaceutica".
Secondo Angell si tratterebbe quindi di Trial di disseminazione considerati particolarmente controversi.
Le stesse critiche, in questo caso riferite dettagliatamente al sistema britannico ed europeo, sono state evidenziate con dovizia di fonti dal medico Ben Goldacre nel suo saggio investigativo Bed Pharma del 2013 dove nel capitolo IV Cattivi trials elenca in sottocapitoli i riferimenti alle varie distorsioni di studi clinici emerse nella sua indagine: pag. 186 Frode sfacciata, pag. 190 Mettete alla prova il vostro trattamento su improbabili pazienti assolutamente <ideali>, pag. 194 Mettete il vostro farmaco a confronto con qualche porcheria, pag. 196 Trials che sono troppo brevi, pag. 198 Trials che si interrompono in anticipo, pag. 205 Trials che sono troppo limitati, pag. 206 Trials che misurano esiti di scarso valore informativo, pag. 207 Trials che raggruppano i loro esiti in modi strani, pag. 211 Trials che ignorano i pazienti che si ritirano, pag. 213 Trials che modificano il loro esito principale dopo che sono terminati, pag. 218 Ingannevoli analisi per sottogruppi, pag. 223 Ingannevoli sottogruppi di trials, invece che di pazienti, pag. 225 «Trials promozionali», pag. 229 Fingere bellamente che sia tutto positivo.